# Mohammedia

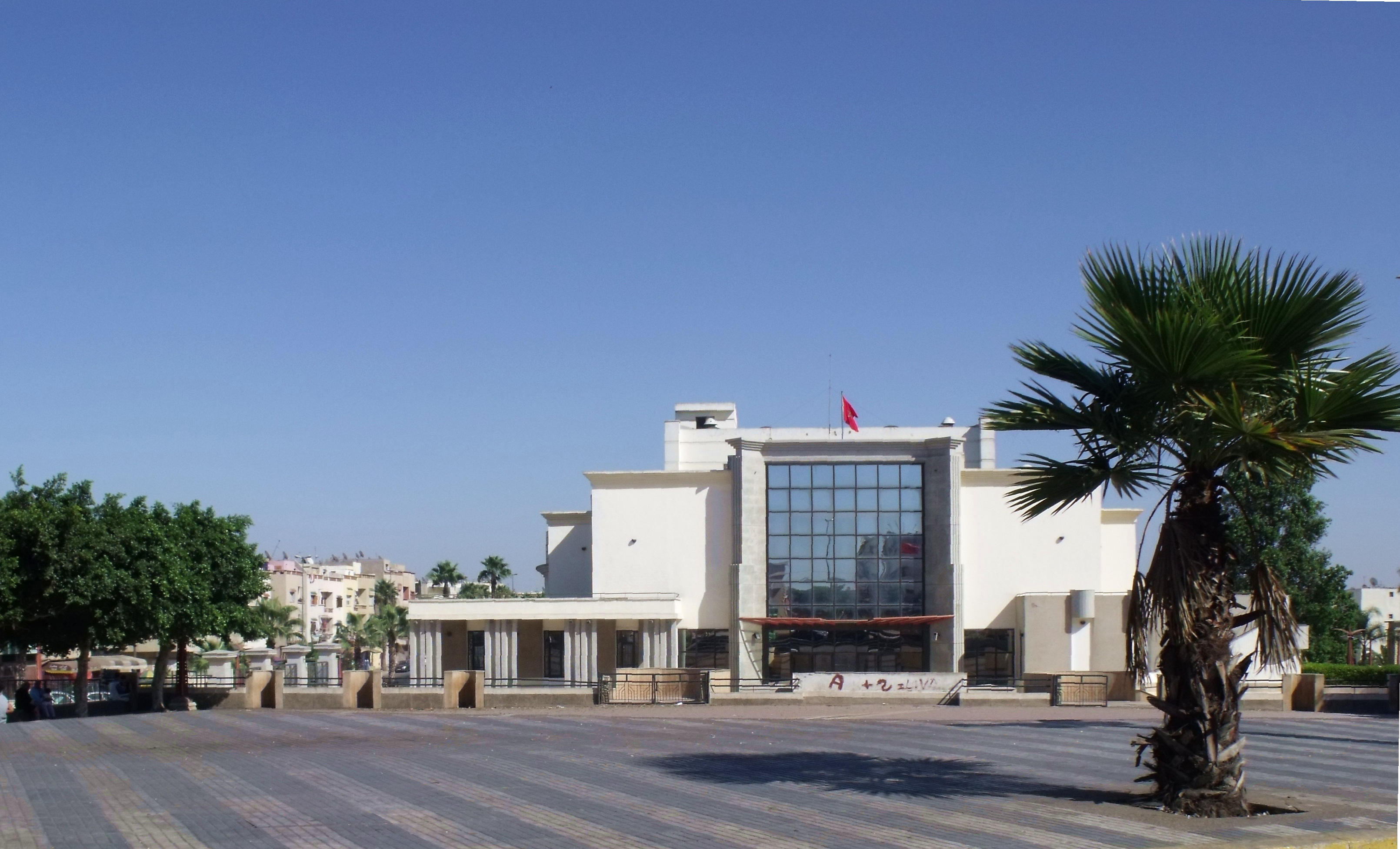
Theater von Mohammedia

Mohammedia (arabisch المحمدية, DMG al-Muḥammadīya, Zentralatlas-Tamazight ⵍⵎⵓⵃⵎⵎⴰⴷⵉⵢⴰ/ⴼⴹⴰⵍⴰ) ist eine marokkanische Hafenstadt mit knapp 200.000 Einwohnern am Atlantik. Der ursprüngliche Ortsname lautete Fèdala (arabisch فضالة&, Zentralatlas-Tamazight ⴼⴹⴰⵍⴰ); im Jahr 1960 wurde sie zu Ehren von König Mohammeds V., der vier Jahre zuvor die Unabhängigkeit Marokkos erreicht hatte, umbenannt.

## Lage und Klima
Mohammedia liegt etwa 27 km (Fahrtstrecke) nordöstlich von Casablanca und etwa 62 km südwestlich von Rabat an der Atlantikküste in der Region Casablanca-Settat. Das Klima wir in hohem Maße vom Atlantik beeinflusst; Regen (ca. 450 mm/Jahr) fällt nahezu ausschließlich im Winterhalbjahr.

## Bevölkerung
| Jahr      | 1994    | 2004    | 2014    | 2024    |
| Einwohner | 170.063 | 188.619 | 208.612 | 194.358 |

Die meisten Einwohner der im Jahr 1982 nur gut 100.000 Einwohner zählenden Stadt sind berberischer Abstammung, doch ist Marokkanisches Arabisch die allgemeine Umgangssprache. Auch Französisch wird oft gesprochen.

## Geschichte
Das genaue Gründungsdatum ist unbekannt. Als gesichert gilt, dass die Stadt bereits unter den Almoraviden ein Handelszentrum war. Der Hafen war vom 14. bis ins 19. Jahrhundert traditioneller Umschlagplatz für europäische Händler, aber auch Zufluchtsort für Korsaren. Im Jahr 1773 ließ Sultan Mulai Muhammad III. die Kasbah, einen Getreidespeicher, und die weiße Al-Atik-Moschee bauen.
Unmittelbar nach der Unterzeichnung des Protektoratsvertrages zwischen Marokko und Frankreich wurde von der Kolonialregierung im Jahr 1913 mit dem Bau moderner Hafenanlagen begonnen. Am 8. November 1943 landeten amerikanische Truppen unter General Patton an den Stränden von Mohammedia.

## Sehenswürdigkeiten

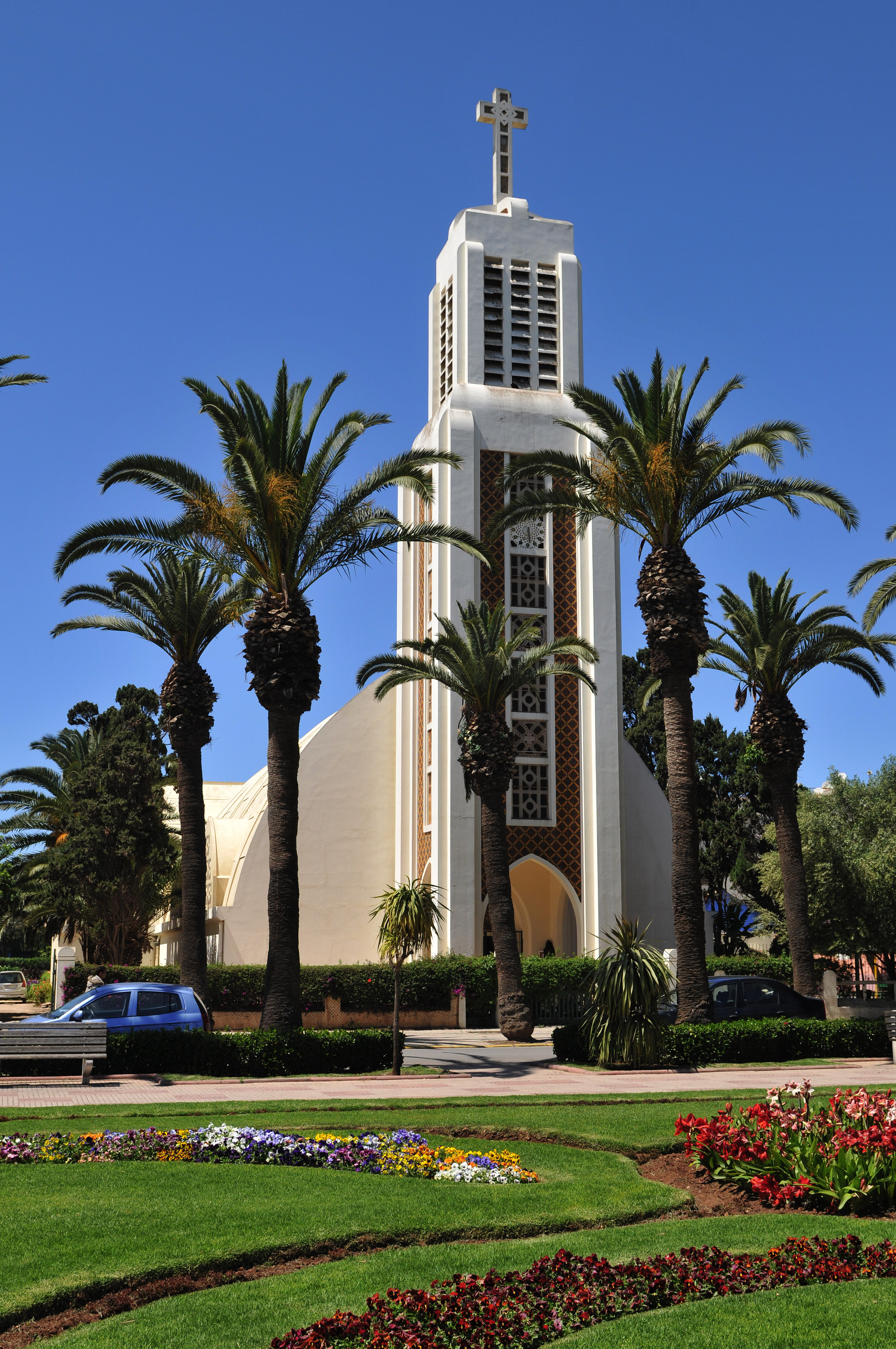
Église St. Jacques

- Trotz teilweiser neuer Bebauung ist der Bereich der Kasbah immer noch einen Ausflug wert.[2]
- Mehrere Minarette dominieren die Silhouette der Stadt.
- Während der Kolonialzeit entstand die zum Erzbistum Rabat gehörige Église St. Jacques.

## Wirtschaft
Haupteinnahmequelle der Stadt ist der der Hafen. Daneben spielen Kleinindustrie, Handel und Handwerk eine nicht unbedeutende Rolle. Im Sommer sind die Strände ein beliebtes Ausflugsziel für Touristen aus Casablanca.

## Verkehr
Die Stadt liegt an der A 3, die Rabat mit Casablanca verbindet; außerdem ist sie an das Eisenbahnnetz angeschlossen.

## Persönlichkeiten
- Jalili Fadili (* 1939 oder 1940), Fußballspieler
- Ahmed Faras (1946–2025), Fußballspieler

## Städtepartnerschaften
- Gent seit 1982
- az-Zawiya seit 2006
- Perpignan seit 2009
- Belfort seit 2010
- Dreux seit 2010
- Noginsk seit 2010
- Jiangyin seit 2011